# Allgemeines und Einzelnes
Allgemeines (altgr. (to) katholou; lateinisch generalis, universalis) und Einzelnes (altgr. to kath’ hekaston (auch hekaston); lat. particulare, singulare, species) sind Grundbegriffe in der philosophischen Disziplin der Ontologie, aber auch der Sprachphilosophie und Erkenntnistheorie. Allgemeines und Einzelnes bilden zusammen ein Begriffspaar.
Als Allgemeines werden Eigenschaften bezeichnet, die allen Elementen einer Menge von Einzelfällen in nicht zufälliger Weise, d. h. aufgrund von Gesetz- oder Regelmäßigkeiten, zu eigen sind. Philosophisch bedeutsam ist besonders die Frage nach dem ontologischen Status des Allgemeinen (Universalienproblem), und in welcher Beziehung das Allgemeine zum Einzelnen (oder – synonym – zum Besonderen) steht: hieraus leitet sich die grundlegende Unterscheidung in „idealistisch“ (das Allgemeine bestimmt das Individuelle) und „empiristisch“ (aus Einzelfällen wird das Allgemeine abstrahiert) orientierte Erkenntnistheorie ab.

## Historische Allgemeinheitsvorstellungen
Im mythischen Denken ist eine reflektierende Unterscheidung zwischen Einzelnem und Allgemeinem noch nicht zu finden. Auch die modernen Menschen sind nicht frei von mythischem Denken, wenn sie im Winter an die guten, belebenden Gefühle im erwachenden Frühling denken oder von den Ängsten vor einem heftigen Gewitter geplagt werden. In dieser Hinsicht unterscheidet sich auch in der eigenen Vorstellung Einzelnes und Allgemeines nicht. Erst wenn diese Unterscheidung vorgenommen wird, fängt der Mythos an zu zerbrechen.
In der Zeit des im antiken Griechenland allmählich zerfallenden Mythos, scheint die Betonung der Wichtigkeit des Allgemeinen die Bedeutsamkeit des Besonderen herunterzuspielen. So sagte etwa Heraklit: „Daher hat man sich dem Allgemeinen anzuschließen“ – d. h. dem Gemeinschaftlichen, denn der gemeinschaftliche Logos ist allgemein; ungeachtet der Tatsache aber, dass die Auslegung eine allgemeine ist, leben die Leute, als ob sie über eine private Einsicht verfügten. Das Entsprechende gilt auch für Parmenides.
Obwohl bereits Sokrates die Bedeutung des einzelnen Menschen hervorhob, fiel sein Schüler Platon mit seiner Ideenlehre sogar wieder zurück in eine Überbetonung des Allgemeinen, indem den Ideen die Rolle des Allgemeinen zufällt, welche als Urbilder allen Seins überhaupt das Wesen der Welt ausmachen. Dem Einzelnen fällt dabei nur die Rolle des vergänglichen Abbildes der unvergänglichen Ideen zu. Platons Schüler Aristoteles lehnte die Ideenlehre ab und maß in seiner ersten Philosophie (Metaphysik) dem Einzelnen, dem Diesda, eine wirklichkeitskonstituierende Funktion zu. Dennoch kam für Aristoteles dem Allgemeinen (als reiner Form, die in der ewigen Vernunft enthalten ist, an der auch der Mensch Anteil hat), eine überzeitliche Bedeutung zu, die sich in unserem heutigen Begriff des Naturgesetzes manifestiert. Aristoteles gab in seiner Metaphysik eine bis heute akzeptable Definition für das Allgemeine an, indem er sagte, dass etwas allgemein sei, wenn es mehreren zugleich zukomme.
Die Philosophie des Mittelalters beschäftigt sich im Universalienstreit dann fast ausschließlich mit der Frage, welche existentielle Bedeutung dem Allgemeinen und dem Einzelnen zukommt. Porphyrios (232/233 bis 304) untersucht in der Isagoge, seinem Aristoteles-Kommentar, die drei Fragen, ob das Allgemeine substantiell (Realismus), losgelöst von den Dingen oder in den Dingen existiert oder ob es sich nur um eine Begriffsbildung im Intellekt handelt (Nominalismus). Eine häufige Lösung lautete, dass das Allgemeine in den Dingen liege, aber nur durch Begriffe existiere (Konzeptualismus). 
Die mittelalterliche Diskussion fand ihre Fortsetzung in der Neuzeit. Im Zuge des Rationalismus gewann das Allgemeine wieder an existentieller Bedeutung insbesondere in der Naturwissenschaft, in der der Glaube an die Existenz einer allumfassenden Naturgesetzlichkeit zunehmend Verbreitung fand. Durch die außerordentlichen Erfolge der physikalischen Wissenschaften hatte sich die Vorstellung entwickelt, dass das Allgemeine zur Beschreibung sämtlicher Lebensvorgänge mit den physikalischen Gesetzmäßigkeiten gegeben sei, so dass etwa auch alle Forschungen in der Medizin nur dann Anspruch auf Wissenschaftlichkeit stellen können, wenn durch sie gezeigt wird, wie sich einzelne Erscheinungen menschlicher oder tierischer Organismen ausschließlich durch die Zurückführung auf physikalische Gesetzmäßigkeiten erklären lassen. Diese Forschungsauffassung heißt physikalistischer Reduktionismus.
Aufgrund der Einsicht, dass sich jeder Organismus nach eigenständigen Gesetzmäßigkeiten verhält, die etwa in der sogenannten Chronobiologie in Erscheinung treten, verliert der physikalistische Reduktionismus schon seit längerer Zeit an Boden, so dass sich allmählich die Auffassung verbreitet, dass durch jeden Organismus ein Allgemeines gegeben ist, durch das sich die einzelnen Vorgänge über die physikalistisch-reduktionisten Beschreibungsweisen hinaus erst voll erfassen lassen.
Andererseits findet sich in der Neuzeit bei George Berkeley und dann auch bei David Hume die rein nominalistische These, dass das Allgemeine nur dadurch entsteht, wie der Mensch Begriffe bildet und gebraucht. Existenz hat für den Nominalisten nur das Besondere. In der Moderne formulierte Ludwig Wittgenstein die nominalistische Position in ähnlicher Weise. Das Allgemeine entsteht durch die Bildung von Begriffen. Deren Bedeutung ergibt sich aus ihrem Gebrauch. Und der Gebrauch bestimmt auch die Unterscheidung zwischen Einzelnem und Zusammengesetztem.
„Auf die philosophische Frage: „Ist das Gesichtsbild eines Baumes zusammengesetzt, und welches sind seine Bestandteile?“ ist die richtige Antwort: „Das kommt darauf an, was du unter ‚zusammengesetzt’ verstehst.“ (Und das ist natürlich keine Beantwortung, sondern eine Zurückweisung der Frage)“. (PU § 47)
Aus der Sicht Wittgensteins ist es unsinnig, das Wesen von Zahlen klären zu wollen. Komplexe Zahlen, reelle Zahlen, Ordinal- oder Kardinalzahlen sind Begriffe, zwischen denen Familienähnlichkeiten bestehen, ohne dass es Eigenschaften gibt, die allen Zahlen zukommen (Vgl. PU § 58). Die Bedeutung von Begriffen wie Zahl, Beweis, Denken, Freiheit kann man nicht definieren, sondern nur erschließen, wenn man ihre korrekte Verwendung in der Praxis kennt. Ob ein Einzelding unter einen Begriff fällt, ist danach eine Frage der Konventionen.

## Erkenntnistheoretische Bedeutung des Allgemeinen
Die erste brauchbare Erkenntnistheorie ist von Platon mit seiner Wiedererinnerungslehre formuliert worden. Sie basiert auf seiner Ideenlehre, nach der alle sinnlich wahrnehmbaren Gegenstände Abbilder der ewigen Ideen seien. Wenn nun nach Auffassung Platons die menschliche Seele diese Ideen am überhimmlischen Ort vor ihrer Einbettung in einen Leib geschaut hat, dann kann sie sich, wenn sie einen Gegenstand sinnlich wahrnimmt, an das Urbild dieses Gegenstandes erinnern, so dass sie eine Zuordnung des einzelnen Gegenstandes zu dessen Urbildidee vornimmt. Und diese Zuordnung ist dann eine Erkenntnis, etwa wenn wir sagen: „Dieser einzelne Baum dort ist eine Buche“, oder „dieser laufende Gegenstand dort ist ein Hase.“ Das Allgemeine ist dabei die Idee der Buche oder die Idee des Hasen.
Einerlei, wie man sich die existentielle Gegebenheit des Allgemeinen oder auch des Einzelnen denkt, diese Form: Ein Einzelnes wird einem Allgemeinen zugeordnet, ist auch heute noch die allgemeinste Form jedweder Erkenntnis.
Die verschiedenen wissenschaftlichen Erkenntnisse unterscheiden sich lediglich dadurch, wie in ihnen das Allgemeine, wie das Einzelne und wodurch die Zuordnungsmöglichkeit zwischen beiden bestimmt ist. Und sobald sich Allgemeinheitsvorstellungen verändern, verändern sich auch die Wissenschaften. Als Einstein die Allgemeinheitsvorstellung von der selbstverständlichen Gleichzeitigkeit von Ereignissen an verschiedenen Orten aufgab, war der Weg für die spezielle Relativitätstheorie geebnet. Und als er die Allgemeinheitsvorstellungen möglicher Bezugssysteme über die Inertialsysteme hinaus erweiterte hinsichtlich aller Bezugssysteme, die sich in beliebigen Bewegungsformen zueinander befinden, war der Weg frei zur Entwicklung der Allgemeinen Relativitätstheorie.
Der Wissenschaftstheoretiker Kurt Hübner schränkt den wissenschaftlichen Erkenntnisbegriff darauf ein, dass das Allgemeine in allen wissenschaftlichen Erkenntnissen – einerlei, ob es sich um natur- oder geisteswissenschaftliche Erkenntnisse handelt – immer durch Regeln gegeben ist, denen das Einzelne der jeweiligen Wissenschaft folgt oder zu folgen hat. Dabei ist der Regelbegriff das Allgemeine, unter das Naturgesetze ebenso fallen wie Gesetze, die von Menschen beschlossen wurden, aber auch alle möglichen Regeln des mitmenschlichen Umgangs, die nicht einmal formalen Gesetzescharakter besitzen.